# Кумар, Сатиш (боксёр)
Сатиш Кумар Ядав (англ. Satish Kumar Yadav; род. 4 мая 1989, Буландшахр, Уттар-Прадеш, Индия) — индийский боксёр-любитель, выступающий в супертяжёлой весовой категории. Участник Олимпийских игр 2020 года, бронзовый призёр Азиатских игр (2014), двукратный призёр чемпионата Азии (2015, 2019), серебряный призёр Игр Содружества (2018) в любителях.

## Любительская карьера
В октябре 2014 года стал бронзовым призёром Азиатских игр в Инчхоне.

### 2018 год
В феврале 2018 года стал бронзовым призёром в весе свыше 91 кг на представительном международном турнире «Странджа» проходившем в Софии (Болгария), в полуфинале проиграв лучшему боксёру среди мужчин и победителю этого турнира болгарину Петару Белберову.
В апреле 2018 года в Голд-Косте (Австралия) стал серебряным призёром Игр Содружества, где в четвертьфинале решением большинства судей победил боксёра из Тринидада и Тобаго Найджела Пола, в полуфинале победил боксёра c Сейшельских Островов Кедди Агнеса, но в финале по очкам проиграл опытному англичанину Фрейзеру Кларку.

### Олимпийские игры 2020 года
В марте 2020 года занял 3-е место и прошёл квалификацию на квалификационном турнире от Азии/Океании в Аммане (Иордания) к Олимпиаде 2020 года.
И в июле 2021 года стал участником Олимпийских игр в Токио, где в 1/8 финала соревнований решением большинства судей победил ямайского боксёра Рикардо Брауна, но в четвертьфинале единогласным решением судей проиграл узбекскому боксёру Баходиру Жалолову.

## Награды
В 2018 году был награжден правительством Индии престижной национальной премией Арджуны.